# Barrio Buenavistilla
Barrio Buenavistilla är en ort i Mexiko.   Den ligger i kommunen El Marqués och delstaten Querétaro Arteaga, i den centrala delen av landet, 180 km nordväst om huvudstaden Mexico City. Barrio Buenavistilla ligger 1 929 meter över havet och antalet invånare är 110.
Terrängen runt Barrio Buenavistilla är kuperad västerut, men österut är den platt. Terrängen runt Barrio Buenavistilla sluttar österut. Runt Barrio Buenavistilla är det ganska tätbefolkat, med 149 invånare per kvadratkilometer. Närmaste större samhälle är Santiago de Querétaro, 10,1 km väster om Barrio Buenavistilla. Omgivningarna runt Barrio Buenavistilla är en mosaik av jordbruksmark och naturlig växtlighet.